# Съткъ Юке
Съткъ Юке (на турски: Sıtkı Üke) е османски офицер и генерал от турската армия.

## Биография
Роден е през 1876 г. в град Солун. Израства в същия град като Кемал Ататюрк, за което е наричан Съткъ в смисъла на „голям брат“ и му е дадено второ име Юке или „чест“ по време на създаването на турската държава. Служи в 76 полк, 127 полк на 47 дивизия, втори полк на осма дивизия, заместник-командир на пета дивизия. Участва в Итало-турската война и Първата световна война и Гръцко-турската война от 1919-1922 г. Бил е депутат в събранието на Република Турция.